# Atletica leggera ai Giochi della XVII Olimpiade - Getto del peso maschile

Video della Finale (filmato in B/N)

La competizione del getto del peso maschile di atletica leggera ai Giochi della XVII Olimpiade si è disputata il giorno 31 agosto 1960 allo Stadio Olimpico di Roma.

## L'eccellenza mondiale
| Campione olimpico 1956   | 18,57      | Parry O'Brien | Presente |
| Campione europeo 1958    | 17,78      | Arthur Rowe   | Assente  |
| Primatista mondiale      | 20,06 1960 | Bill Nieder   | Presente |
| Vincitore dei Trials USA | 19,30      | Dallas Long   | Presente |

Il campione in carica Parry O'Brien arriva secondo ai Trials dietro Dallas Long e stacca il biglietto per Roma. Terzo è David Davis, rimane fuori Bill Nieder.

Ma poco prima dei Giochi succede l'imprevedibile: Nieder stabilisce il nuovo record del mondo con 20,06. Tra l'altro è il primo uomo al mondo a superare la fettuccia dei 20 metri. Secondo la ferrea regola dei Trials non può partecipare alle Olimpiadi. Il Comitato olimpico statunitense, per la prima volta, decide di fare un'eccezione alla regola e lascia a casa il terzo classificato dei Trials, David Davis.
Per Parry O'Brien è la terza medaglia consecutiva nel Peso, dopo gli ori del 1952 e del 1956.

## Risultati

### Turno eliminatorio
Qualificazione16,75 m
Quindici atleti ottengono la misura richiesta. 

La miglior prestazione appartiene ex aequo a Dallas Long (USA) e Viktor Lipsnis (URSS) con 17,65 m.
| Pos. | Atleta                 | Nazione          | Lanci | Lanci | Lanci | Misura |
| Pos. | Atleta                 | Nazione          | 1°    | 2°    | 3°    | Misura |
| ---- | ---------------------- | ---------------- | ----- | ----- | ----- | ------ |
| 1    | Dallas Long            | Stati Uniti      | 17,65 | -     | -     | 17,65  |
| 1    | Viktor Lipsnis         | Unione Sovietica | 17,65 | -     | -     | 17,65  |
| 3    | Jiří Skobla            | Cecoslovacchia   | 17,32 | -     | -     | 17,32  |
| 4    | Parry O'Brien          | Stati Uniti      | 17,29 | -     | -     | 17,29  |
| 5    | Michael Robert Lindsay | Gran Bretagna    | 17,28 | -     | -     | 17,28  |
| 6    | Martyn Lucking         | Gran Bretagna    | 17,20 | -     | -     | 17,2   |
| 7    | Bill Nieder            | Stati Uniti      | 17,14 | -     | -     | 17,14  |
| 8    | Dietrich Urbach        | Germania         | 16,55 | 17,09 | -     | 17,09  |
| 9    | Silvano Meconi         | Italia           | 17,08 | -     | -     | 17,08  |
| 10   | Alfred Sosgórnik       | Polonia          | 17,06 | -     | -     | 17,06  |
| 11   | Leslie Roy Mills       | Nuova Zelanda    | n     | 16,93 | -     | 16,93  |
| 12   | Hermann Lingnau        | Germania         | 16,21 | 16,87 | -     | 16,87  |
| 13   | Zsigmond Nagy          | Ungheria         | 16,84 | -     | -     | 16,84  |
| 14   | Jaroslav Plíhal        | Cecoslovacchia   | 16,81 | -     | -     | 16,81  |
| 14   | Warwick Selvey         | Australia        | 16,81 | -     | -     | 16,81  |
| 16   | Eugeniusz Kwiatkowski  | Polonia          | n     | n     | 16,71 | 16,71  |
| 17   | Arthur Rowe            | Gran Bretagna    | 16,19 | 16,42 | 16,68 | 16,68  |
| 18   | Georgios Tsakanikas    | Grecia           | 16,44 | 16,22 | 16,38 | 16,44  |
| 19   | Erik Uddebom           | Svezia           | 16,31 | 16,09 | 16,27 | 16,31  |
| 20   | Fritz Kühl             | Germania         | 15,21 | 15,71 | 15,69 | 15,71  |
| 21   | Gideon Ariel           | Israele          | 14,56 | 14,65 | 14,57 | 14,65  |
| 22   | Salem El-Jisr          | Libano           | 13,34 | 13,82 | 13,50 | 13,82  |
| 24   | Haider Khan            | Pakistan         | 13,53 | 13,47 | 13,26 | 13,53  |
| 23   | Nayef Mohamed Hameed   | Iraq             | 13,52 | 12,61 | 12,65 | 13,52  |

### Finale
Bill Nieder parte male, ma al quinto lancio sferra una botta a 19,68 metri che gli vale l'oro.
| Pos.    | Atleta                 | Età | Nazione          | Lanci | Lanci | Lanci | Lanci           | Lanci           | Lanci           | Misura |
| Pos.    | Atleta                 | Età | Nazione          | 1°    | 2°    | 3°    | 4°              | 5°              | 6°              | Misura |
| ------- | ---------------------- | --- | ---------------- | ----- | ----- | ----- | --------------- | --------------- | --------------- | ------ |
| Oro     | Bill Nieder            | 27  | Stati Uniti      | 18,67 | 18,77 | n     | 18,67           | 19,68           | n               | 19,68  |
| Argento | Parry O'Brien          | 28  | Stati Uniti      | 18,77 | 19,11 | n     | 18,64           | 17,41           | 18,39           | 19,11  |
| Bronzo  | Dallas Long            | 20  | Stati Uniti      | 16,80 | 18,88 | 18,66 | 18,25           | n               | 19,01           | 19,01  |
| 4       | Viktor Lipsnis         | 27  | Unione Sovietica | 17,28 | 17,90 | 17,51 | n               | n               | 17,83           | 17,9   |
| 5       | Michael Robert Lindsay | 22  | Gran Bretagna    | 17,63 | 17,61 | 17,80 | 17,09           | 17,39           | 17,43           | 17,8   |
| 6       | Alfred Sosgórnik       | 27  | Polonia          | 17,57 | 17,40 | n     | n               | 17,52           | 17,39           | 17,57  |
| 7       | Dietrich Urbach        | 25  | Germania         | 17,34 | 17,05 | 17,47 | Non qualificati | Non qualificati | Non qualificati | 17,47  |
| 8       | Martyn Lucking         | 22  | Gran Bretagna    | 17,21 | 16,71 | 17,43 | Non qualificati | Non qualificati | Non qualificati | 17,43  |
| 9       | Jiří Skobla            | 30  | Cecoslovacchia   | 17,31 | 17,39 | n     | Non qualificati | Non qualificati | Non qualificati | 17,39  |
| 10      | Jaroslav Plíhal        | 24  | Cecoslovacchia   | 17,35 | 17,36 | 17,27 | Non qualificati | Non qualificati | Non qualificati | 17,36  |
| 11      | Leslie Roy Mills       | 26  | Nuova Zelanda    | 16,86 | 16,09 | 17,06 | Non qualificati | Non qualificati | Non qualificati | 17,06  |
| 12      | Hermann Lingnau        | 24  | Germania         | 16,65 | 16,98 | 16,66 | Non qualificati | Non qualificati | Non qualificati | 16,98  |
| 13      | Silvano Meconi         | 29  | Italia           | n     | 16,73 | n     | Non qualificati | Non qualificati | Non qualificati | 16,73  |
| 14      | Zsigmond Nagy          | 23  | Ungheria         | n     | 16,67 | n     | Non qualificati | Non qualificati | Non qualificati | 16,67  |
| 15      | Warwick Selvey         | 21  | Australia        | 16,18 | 15,93 | 15,76 | Non qualificati | Non qualificati | Non qualificati | 16,18  |